# 布萊特·拜爾
布萊特·拜爾（英語：William Bret Baier，1970年8月4日—）是美國的一位新聞主播，現在在福斯新聞台主持Special Report with Bret Baier節目，並且是福斯新聞台的資深政治主播。在此之前他曾是無線電視網的白宮和五角大樓記者。他已經結婚並育有二子。

## 外部連結
- FOX News Channel: Bret Baier bio
- C-SPAN內的頁面（英文）